# Ajos Epifanios Soleas
Ajos Epifanios Soleas (gr. Άγιος Επιφάνιος Σολέας) – wieś w Republice Cypryjskiej, w dystrykcie Nikozja. W 2011 roku była niezamieszkana.